# Lanre Fehintola
Lanre Fehintola é um fotojornalista britânico. Ficou conhecido - por meio de dois documentários - pelo seu vício em drogas pesadas, após experimentá-las para uma pesquisa.

## Biografia
Lanre Fehintola é um fotojornalista, conhecido por tornar-se um viciado em drogas depois de tê-las experimentado para uma pesquisa. Foi fotógrafo do The Independent de 1989 a 1991.
Lanre afirma que seu foco sempre foi "documentar o comum, vidas de pessoais 'reais' cujas histórias raramente são contadas". Por esse motivo, no final dos anos 80 planejou publicar um livro que mostrasse os aspectos mais desesperadores da cidade de Bradford, no norte da Inglaterra. Para isso, decidiu capturar as vidas de prostitutas e criminosos - a maioria deles viciada em heroína. Determinado a mergulhar nas vidas dessas pessoas, sentiu a necessidade de incorporar-se na cultura. Porém, depois de experimentar a droga para a sua pesquisa, viciou-se.
Sua luta contra a dependência foi documentada em Don't Get High on Your Own Supply
 (1998), dirigido pelo seu amigo Leo Regan.  Em 2000, publicou Charlie Says... Don't Get High on Your Own Supply: An Urban Memoir. Um ano depois, Regan dirigiu outro documentário sobre Fehintola, Cold Turkey (2001), enquanto este tentava desintoxicar-se - o chamado cold turkey - em seu apartamento, sem medicação.

## Infância e Adolescência
O pai de Lanre foi um contador e sua mãe administrou um lar de idosos em Bradford. A família mudou-se para a Inglaterra quando Lanre tinha dois anos de idade, em 1960. Viviam bem, pelos padrões locais, mas a criação foi bem rígida.
Criança rebelde, fugiu de casa com frequência. Aos 11 anos, foi enviado a um lar para crianças. Quando esteve lá, passou por uma avaliação psicológica e, aos 12 anos, acabou no reformatório em Durham, a única criança lá que nunca tinha havia estado na corte de magistrado. Ficou lá até seus 15 anos, apesar de seus pais poderem tê-lo buscado a qualquer momento.
| “ | “Eles disseram que eu era indisciplinado e antissocial, mas por que uma criança foge de casa, pelo amor de Deus? Deve haver algo de errado acontecendo na família”. | ” |

Confesso ‘’bad boy’’, os crimes mesquinhos de delinquência juvenil evoluíram para assalto, roubo e tráfico de drogas, que o levaram para a prisão. Durante sua segunda prisão (em uma sentença de três anos por roubo com ameaças), sua atitude começou a mudar. 
| “ | Eu comecei a pensar. Eu estava sempre querendo me provar, e o crime era uma forma de fazer isso, mesmo se fosse apenas pela reputação, pelo ego. Eu percebi que havia outras formas de provar alguma coisa. | ” |

## Ligações externos
- lanrefehintola.co.uk
- http://www.theguardian.com/theobserver/2001/may/20/life1.lifemagazine5